# سيلاس كارسون
سيلاس كارسون (بالإنجليزية: Silas Carson)‏ هو ممثل بريطاني، ولد في 1965 بوستمنستر في المملكة المتحدة.

## أعمال

### أفلام
- (1999) تهديد الشبح[3][4][5]
- (2002) هجوم المستنسخين[6][7][8]
- (2004) هيدالغو[9]
- (2005) انتقام السيث
- (2014) موت الضوء

## وصلات خارجية
- سيلاس كارسون على موقع IMDb (الإنجليزية)
- سيلاس كارسون على موقع قاعدة بيانات الفيلم (الإنجليزية)